# Classe Stickleback
La classe Stickleback est une classe de sous-marins miniatures conçus par la Royal Navy vers 1954-1955 et construits à 4 exemplaires.

## Conception
C'est une version améliorée de la classe XE conçue pour l'emploi durant la guerre froide.
Il devait pouvoir transporter des mines nucléaires de 15 kilotonnes.
Le projet a échoué à cause du problème de trouver la matière fissible nécessaire à sa construction.[Quoi ?]

## Les sous-marins de classe Stickleback
- X51 Stickleback : lancé en juillet 1954, vendu à la Marine royale suédoise en 1958 et renommé HMS Spiggen. Maintenant il est visible au Imperial War Museum de Duxford.
- X52 Shrimp : lancé en octobre 1954, démoli en 1965
- X53 Sprat : lancé le 30 décembre 1954, démoli en 1965
- X54 Minnow : lancé le 5 mai 1955, démoli en 1966